# Carlos Raúl Villanueva

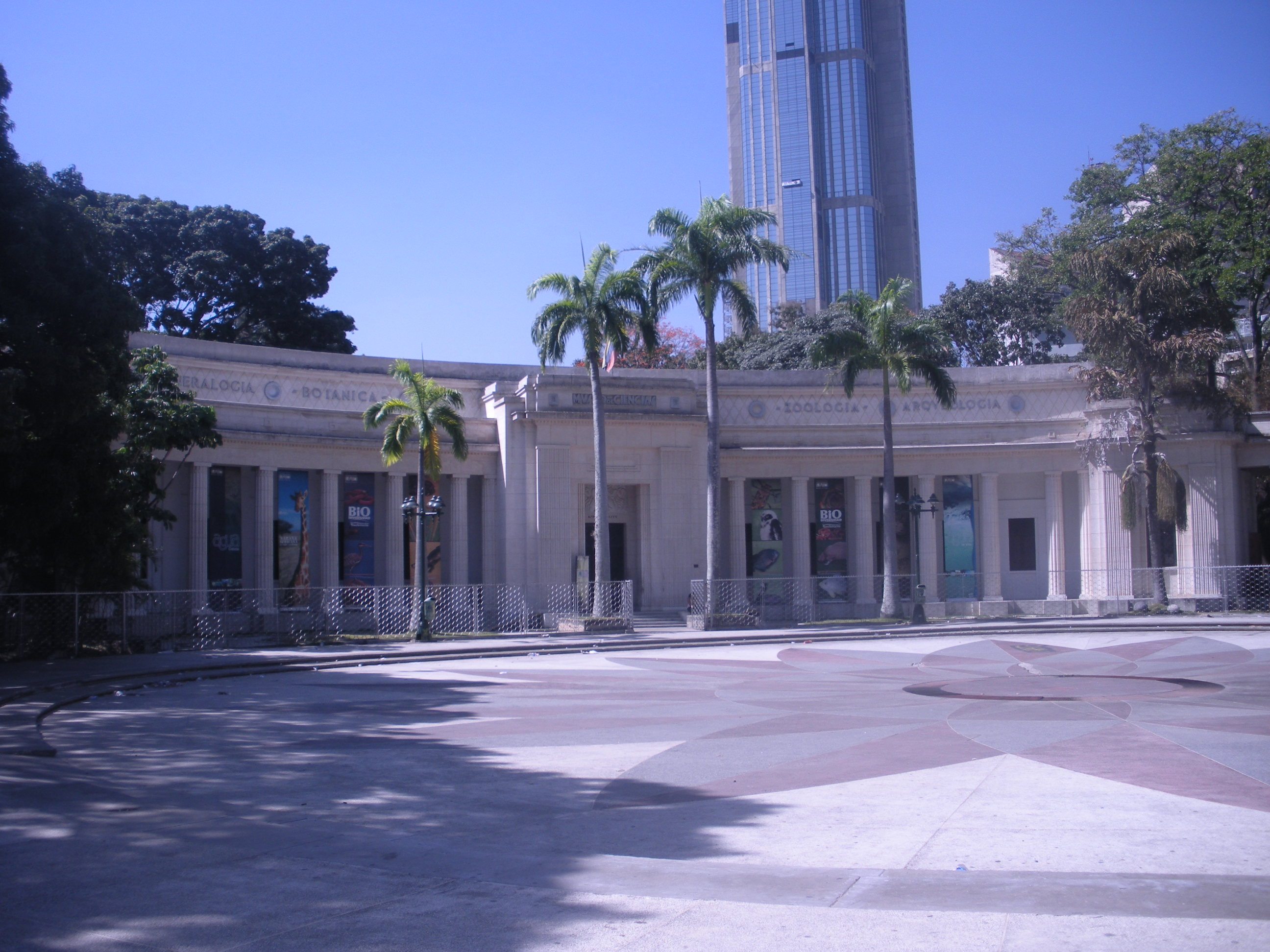
Fasada Muzeum Nauk Ścisłych w Caracas

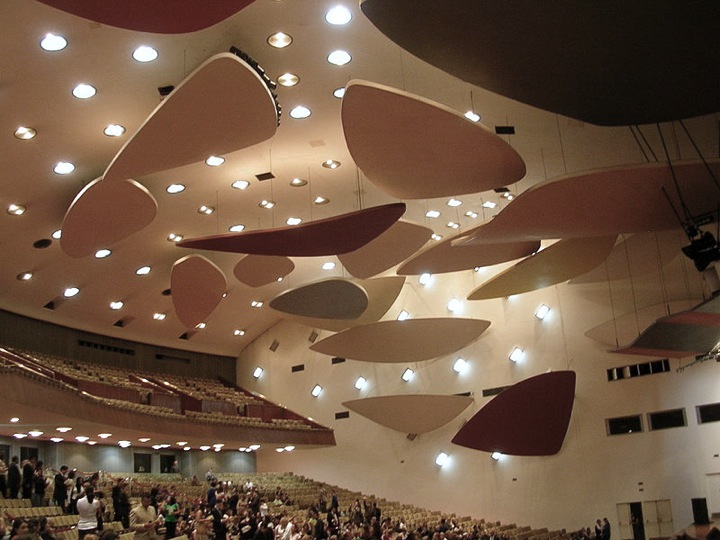
Wnętrze budynku Aula Magna Centralnego Uniwersytetu Wenezueli - sufit z "Akustycznymi Chmurami" autorstwa Alexandra Caldera

Carlos Raúl Villanueva (ur. 30 maja 1900 w Londynie, zm. 16 sierpnia 1975 w Caracas) – architekt wenezuelski.
Przodkowie Carlosa Raúla Villanuevy pochodzili z Walencji, osiedlili się w Wenezueli na początku XVIII wieku. Jego ojciec, dyplomata Carlos Antonio Villanueva został wysłany na wystawę do Paryża, gdzie poznał Paulinę Astoul. Pobrali się 8 lipca 1893. Carlos Raúl Villanueva, najmłodszy z ich pięciorga dzieci, urodził się w Londynie, gdzie jego ojciec był konsulem. Potem rodzina przebywała w Paryżu, gdzie Carlos Raúl uczęszczał do Lycée Condorcet.
W 1922 roku rozpoczął studia na Wydziale Architektury École des Beaux-Arts w Paryżu. W czasie studiów tworzył swoje pierwsze projekty architektoniczne, m.in. współpracował z Rogerem Hummelem, przy jego projekcie ambasady, nagrodzonym II nagrodą Prix de Rome.
W 1928 roku ukończył studia i po raz pierwszy odwiedził Wenezuelę oraz udał się w podróż do Stanów Zjednoczonych. W 1929 roku rozpoczął pracę na stanowisku dyrektora w Ministerstwie Robót Publicznych. Pierwszym projektem, jaki mu powierzono była rozbudowa Hotelu Jardin w Maracay, a pierwszym budynkiem, który zaprojektował samodzielnie była arena do walk byków, również w Maracay.
Projektował liczne budynki użyteczności publicznej w Caracas, m.in. stadion olimpijski (Estadio Olímpico w Caracas), muzea i szpitale. Jednym z jego projektów było opracowanie nowego campusu dla Centralnego Uniwersytetu Wenezueli, nazwanego Ciudad Universitaria de Caracas, w 2000 roku wpisanego na Listę światowego dziedzictwa UNESCO.
28 stycznia 1933 ożenił się z Margot Arismendi Amengual.